# Dirrah
Dirrah (em árabe: ديرة) é uma cidade e comuna localizada na província de Bouira, Argélia. Segundo o censo de 2008, a população total da cidade era de 13 209 habitantes.